# Kanada közlekedése
Kanada közlekedési hálózatát a vasúti, közúti, vízi és légi közlekedés alkotja.
A gazdaság nagymértékben függ a nyersanyagok kitermelésén és kivitelén: emiatt, és az ország méretéből adódóan is, óriási, szövetségi szinten felügyelt, közlekedési rendszere van Kanadának, több mint 1,4 millió kilométer közúttal, 10 nagy nemzetközi reptérrel és 300 kereskedelmi kikötővel melyeken keresztül elérhető a Csendes-, Atlanti-óceán, a Jeges-tenger, ahogy a Nagy-tavak és a Szent Lőrinc-víziút is. 2005-ben a szállítási szektor az ország GDP-jének 4,2%-át tette ki, míg az óriási bányászati, gáz- és olajkitermelő iparág csak a 3,7%-át.
A közlekedés biztonságát és irányítását szövetségi szinten a Kanadai Közlekedési Minisztérium szabályozza.

## Vasúti közlekedés

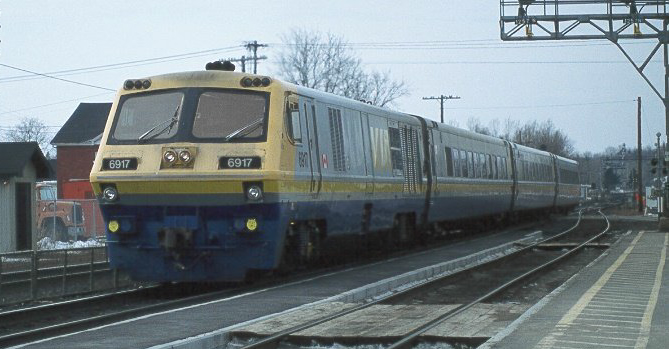
VIA Rail Canada szerelvény

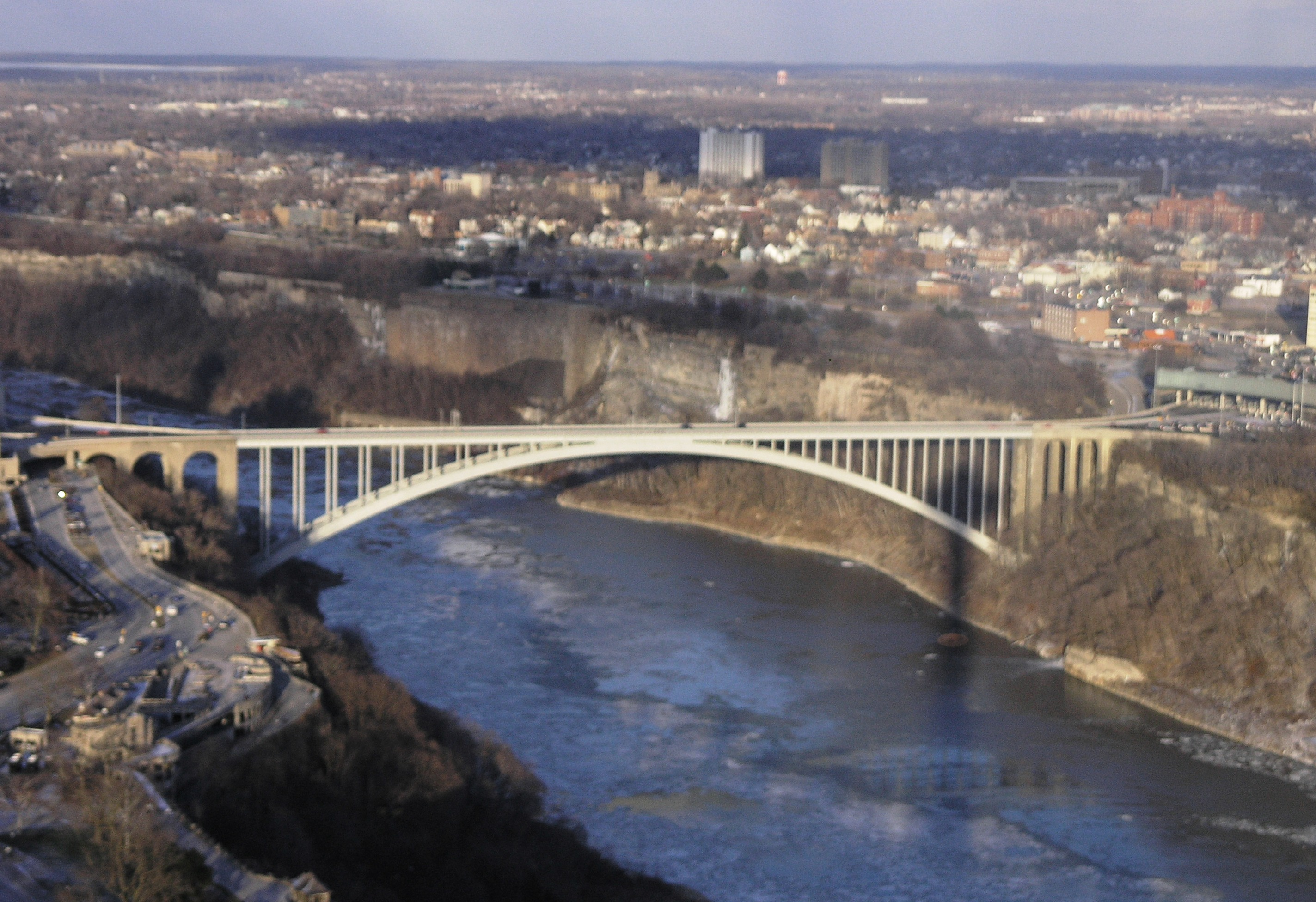
A Rainbow-híd a Skylon-toronyból, a Niagara-vízesésnél.

Kanada teljes vasúthálózata 49 422 km, melyből mindössze 129 km villamosított. A hálózat nagy része normál nyomtávú (1435 mm), ez alól csak az elszigetelt hálózatok képeznek kivételt (ipari, bányászati, erdészeti vonalak).

### Vasúti társaságok
Kanada három legnagyobb vasúti társasága:
- Canadian National Railway
- Canadian Pacific Railway
- VIA Rail Canada

## Közúti közlekedés

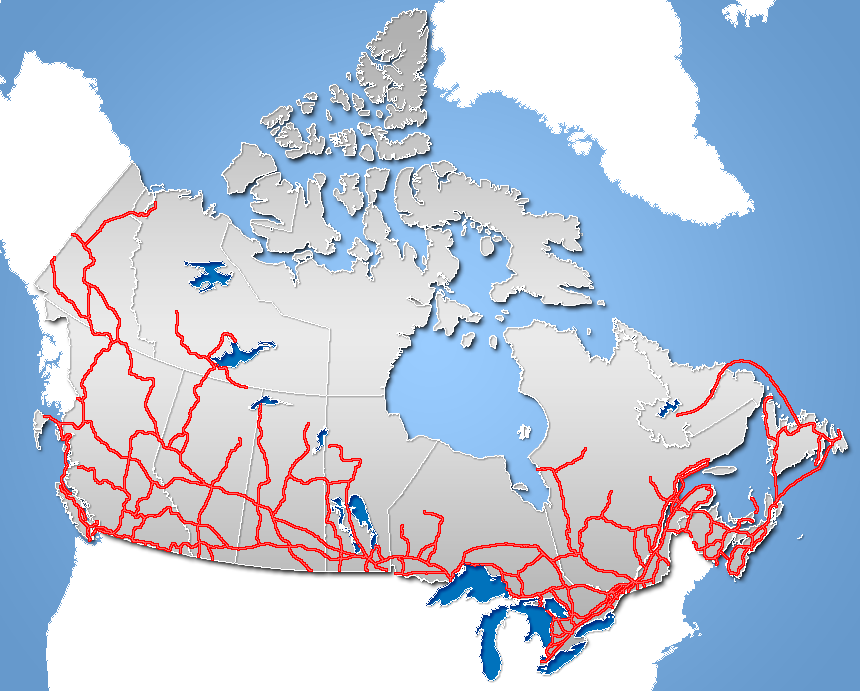
Kanada főúthálózata

Kanada teljes közúthálózata 1 042 300 km, melyből 415 600 km burkolt, 626 700 km pedig burkolatlan. Az autópályahálózat hossza 17 000 km.

## Vízi közlekedés

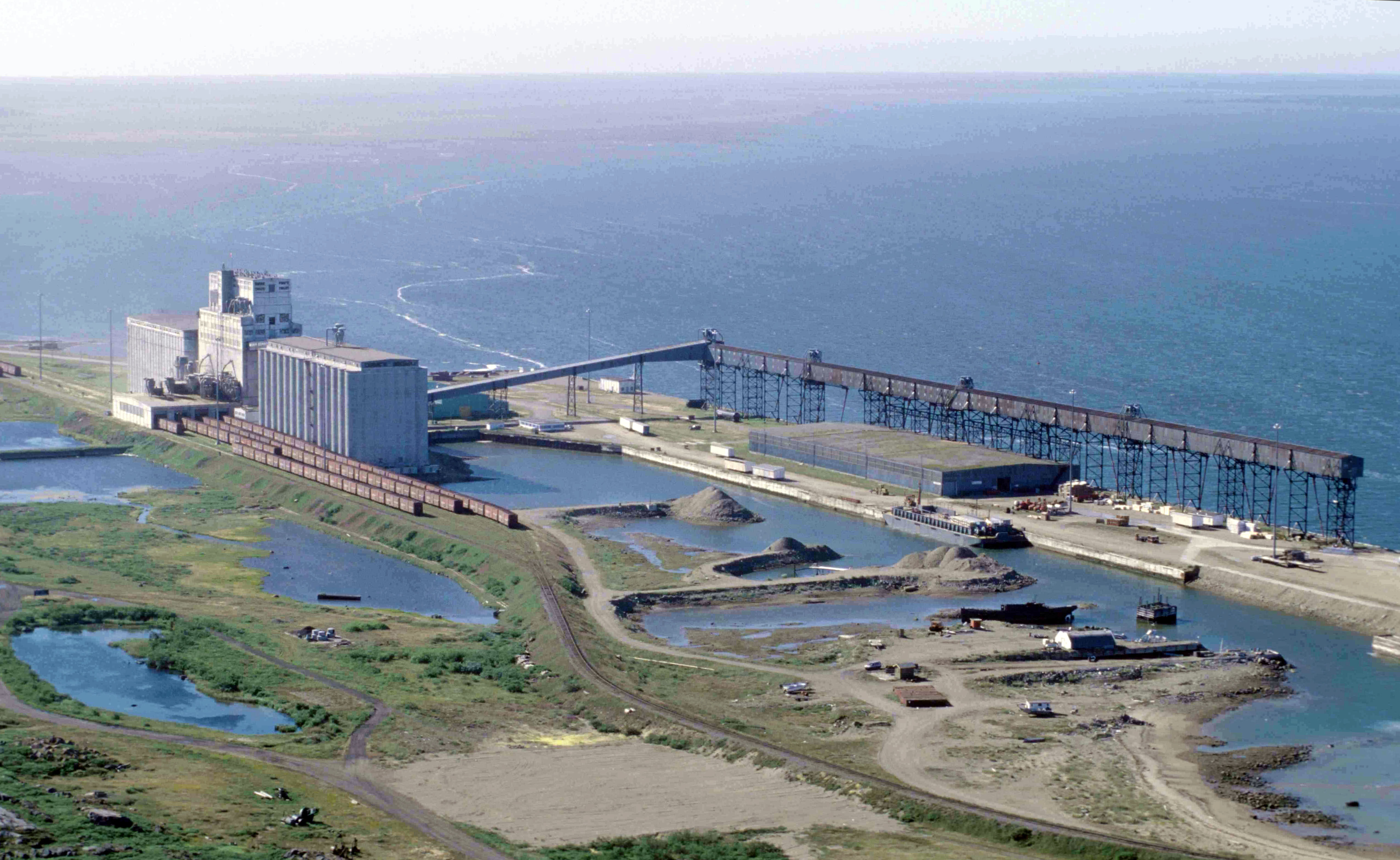
Churchill (Manitoba) kikötője

Kanada vízi közlekedése a tengeren, valamint a 3000 km hosszúságú belföldi vízihálózaton (csatornák, folyók, tavak) zajlik.
Fontosabb kikötők:
- Montréal
- Toronto
- Vancouver
- Port Cartier
- Saint John
- Québeci kikötő

## Csővezetékek
Kanada csővezeték-hálózatán szállítják a kitermelt kőolaj-, illetve földgázmennyiség, valamint a finomított kőolaj nagy részét.
Nyers- és finomított kőolaj szállítása: 23 564 kilométeren.
Földgáz szállítása: 74 980 kilométeren.

## Légi közlekedés

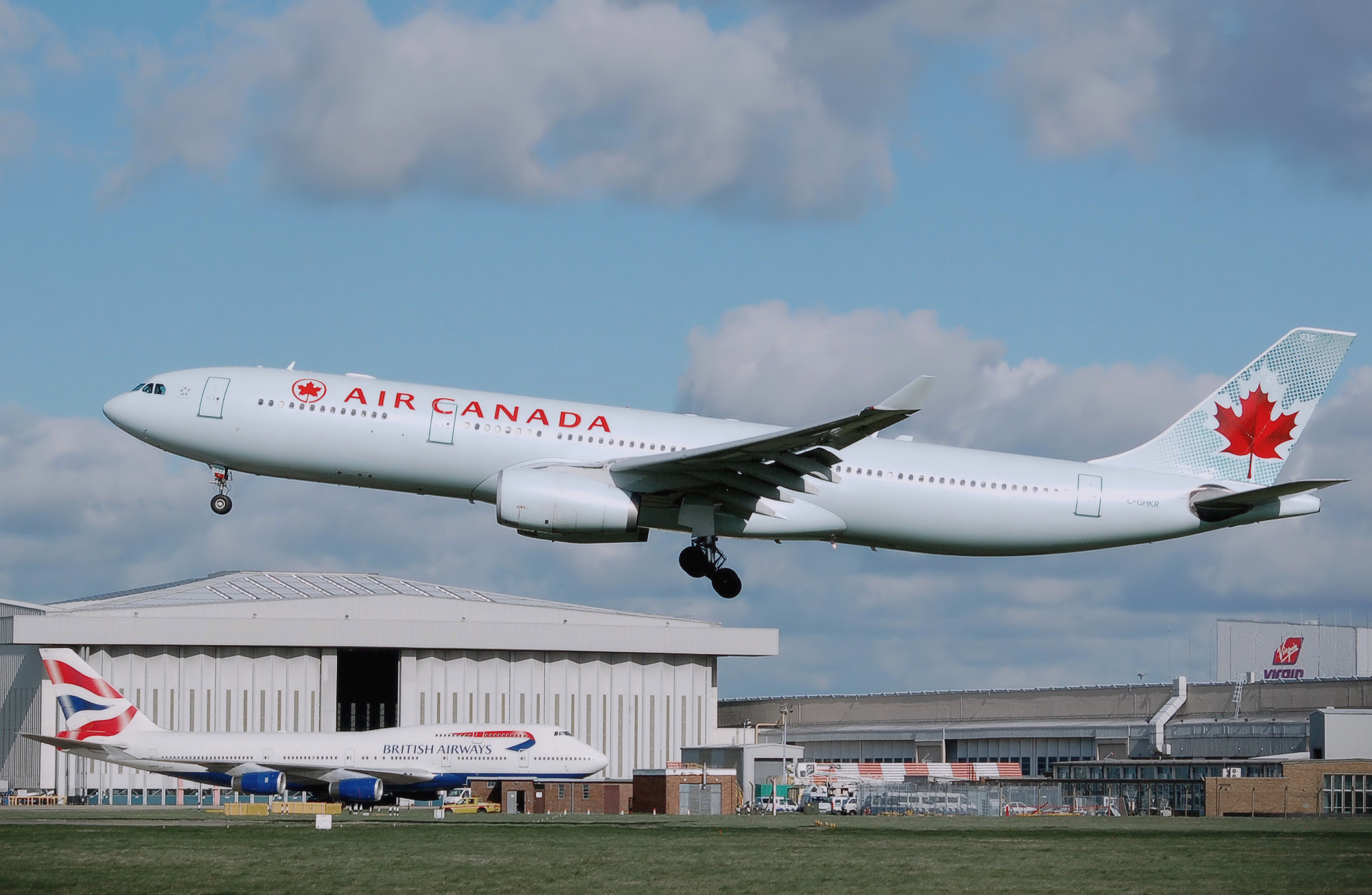
Az Air Canada egy Airbus A330-300-as repülőgépe

Kanada légi közlekedése fejlett. A repülés biztonságát a Canadian Air Transport Security Authority állami szervezet ellenőrzi.

### Repülőterek
Kanadában 1444 repülőtér található, melyből 1117 szárazföldi, 327 pedig vízi repülőtér.
Tartományonként:
- Alberta: 187 (182 szárazföldi, 5 vízi).
- Brit Columbia: 217 (130 szárazföldi, 87 vízi).
- Manitoba: 136 (112 szárazföldi, 24 vízi).
- Új-Brunswick: 31 (mind szárazföldi).
- Újfundland és Labrador: 37 (30 szárazföldi, 7 vízi).
- Északnyugati területek: 67 (42 szárazföldi, 25 vízi).
- Új-Skócia: 29 (22 szárazföldi, 7 vízi).
- Nunavut: 31 (29 szárazföldi, 2 vízi).
- Ontario: 322 (220 szárazföldi, 102 vízi).
- Prince Edward-sziget: 4 (mind szárazföldi).
- Québec: 187 (139 szárazföldi, 48 vízi).
- Saskatchewan: 162 (149 szárazföldi, 13 vízi).
- Yukon: 34 (27 szárazföldi, 7 vízi).

### Nagyobb nemzetközi repülőterek
- Toronto Pearson nemzetközi repülőtér
- Vancouver nemzetközi repülőtér
- Montréal–Trudeau nemzetközi repülőtér
- Calgary nemzetközi repülőtér
- Edmonton nemzetközi repülőtér
- Ottawa Macdonald–Cartier nemzetközi repülőtér
- Winnipeg James Armstrong Richardson nemzetközi repülőtér
- Halifax Stanfield nemzetközi repülőtér

## Fordítás
- Ez a szócikk részben vagy egészben a  Transportation in Canada című angol Wikipédia-szócikk ezen változatának fordításán alapul.  Az eredeti cikk szerkesztőit annak laptörténete sorolja fel. Ez a jelzés csupán a megfogalmazás eredetét és a szerzői jogokat jelzi, nem szolgál a cikkben szereplő információk forrásmegjelöléseként.